# Martin Hertz
Martin Julius Hertz, född den 7 april 1818 i Hamburg, död den 22 september 1895 i Breslau, var en tysk klassisk filolog. 
Hertz hade bland sina gymnasielärare Johann Friedrich Bellermann, Eduard Bonnell, Wilhelm Pape och Karl Friedrich Siegmund Alschefski, vilka hos honom väckte kärleken till de klassiska språken. Han studerade från 1835 antikvetenskaper vid Berlins, senare vid Bonns universitet. Han lyssnade till föreläsningar av Barthold Georg Niebuhr och Friedrich Gottlieb Welcker i Bonn samt Philipp August Boeckh, Johann Gustav Droysen, Theodor Panofka, Gustav Adolf Schöll och Friedrich Adolf Trendelenburg i Berlin. Särskilt påverkades han av textkritikern Karl Lachmann. Honom tillägnade han sin dissertation om den romerske historikern Cincius, 1842. Uppslaget till ämnet kom dock från Niebuhr. 
Efter en tid som privatdocent i Berlin, där Moriz Haupt 1853 blev Lachmanns efterträdare, flyttade Hertz 1855 till  Greifswald som ordinarie professor. Där färdigställde han sin utgåva i fyra band av Livius. Även hans grundläggande edition av Priscianus (Leipzig 1855–1859) utkom under tiden i Greifswald. Sommaren 1862 nådde honom kallelsen från Breslau. Där undervisade och forskade han i över trettio år, trots kallelser från Tübingen och Heidelberg. Han fullföljde där arbetet med Aulus Gellius (editio minor 1853 och 1886, editio maior 1883–1885, Opuscula Gelliana 1886) och publicerade även Horatius skrifter (1892). Först 1893 lämnade han av hälsoskäl sin lärostol.